# Bionville-sur-Nied
Bionville-sur-Nied là một xã trong tỉnh Moselle, vùng Grand Est đông bắc nước Pháp.